# Parablennius thysanius
Parablennius thysanius — вид риб з родини Собачкових (Blenniidae). Морська демерсальна тропічна риба, що сягає довжини 6.2 см. Населяє глибини 1-10 м.

## Ареал
Вид поширений в західній частині Тихого, а також в Індійському океані: Перська затока, узбережжя Оману, Пакистан, південно-західна Індія, Шрі-Ланка, Сіамська затока і Філіппіни. Як вселенець відзначений на Гаваях.